# Ленинское (Сарыкольский район)
Ленинское (каз. Ленин) — село в Сарыкольском районе Костанайской области Казахстана. Входит в состав Комсомольского сельского округа. Код КАТО — 396239300.

## Население
В 1999 году население села составляло 232 человека (113 мужчин и 119 женщин). По данным переписи 2009 года, в селе проживало 200 человек (92 мужчины и 108 женщин).